# Llista d'estadis de l'Azerbaidjan
La següent és una llista dels estadis de futbol de l'Azerbaidjan ordenats per capacitat d'espectadors. L'Estadi Olímpic de Bakú, a Bakú, és l'estadi amb més capacitat d'espectadors del país, amb 69.870.

## Estadis

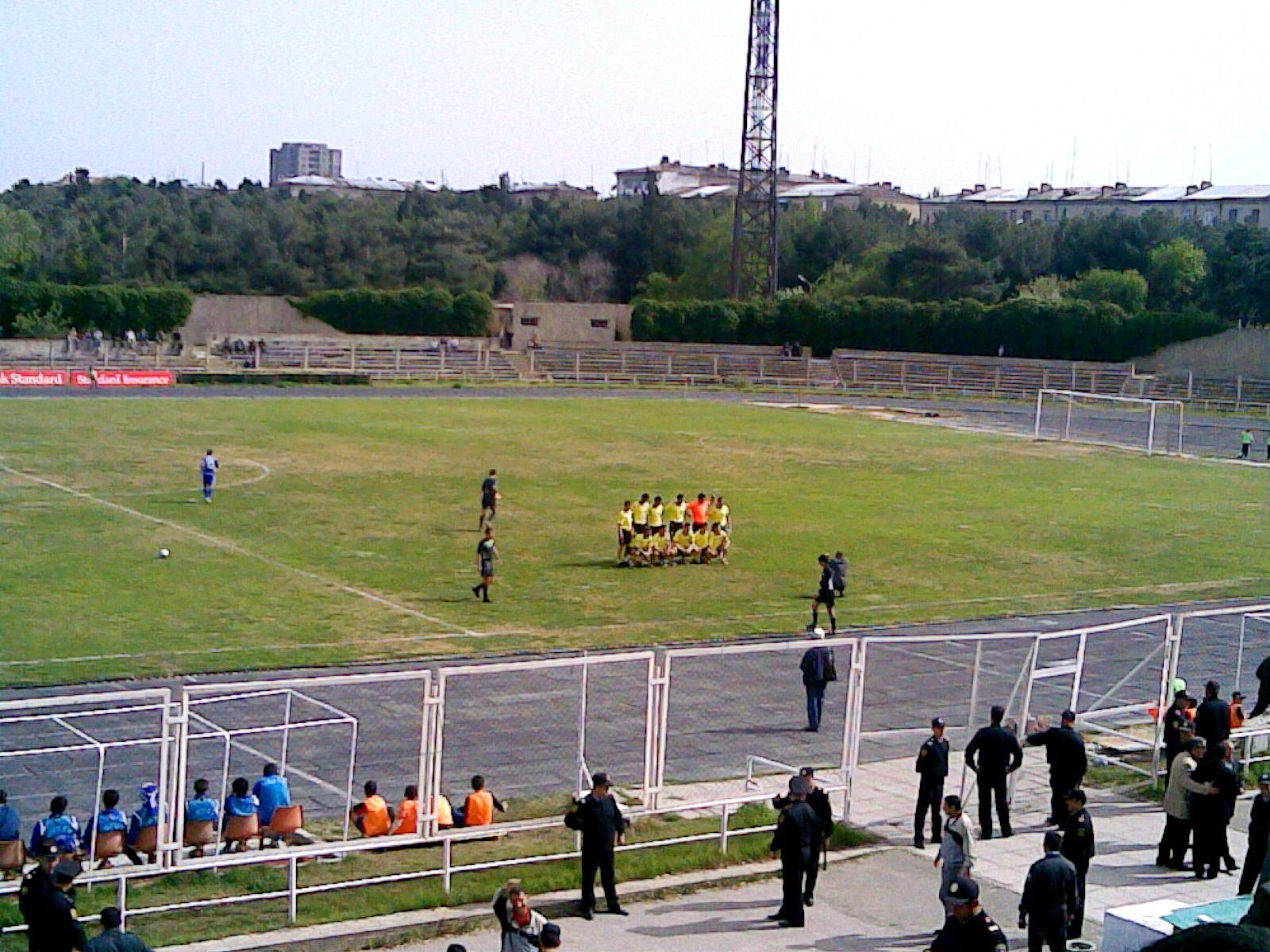
Estadi Mehdi Huseynzade, Sumqayit

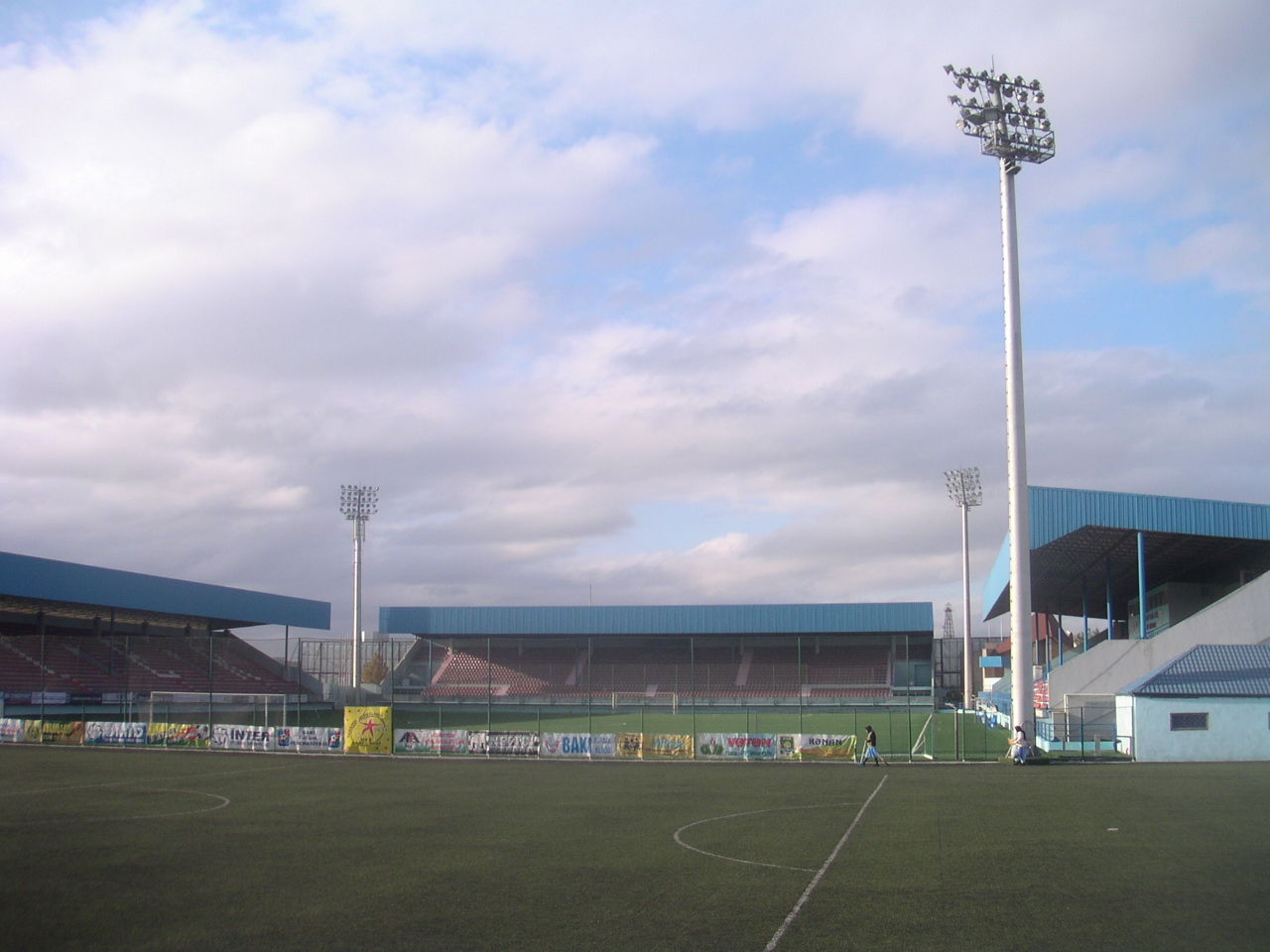
Estadi Shafa, Bakú

| #  | Estadi                              | Capacitat | Equip                               | Ciutat      |
| -- | ----------------------------------- | --------- | ----------------------------------- | ----------- |
| 1  | Estadi Olímpic de Bakú              | 69,870    | Selecció de futbol de l'Azerbaidjan | Bakú        |
| 2  | Estadi Tofiq Behramov               | 30,000    | Neftchi Bakú PFC, FK Bakú           | Bakú        |
| 3  | Estadi Ganja City                   | 25,000    | FC Kapaz                            | Gandja      |
| 4  | Estadi Mehdi Huseynzade             | 15,350    | Sumgayit City                       | Sumqayit    |
| 5  | Estadi Lankaran City                | 15,000    | FK Khazar Lenkoran                  | Lenkoran    |
| 6  | Estadi Qazakh City                  | 15,000    | FK Göyazan Qazax                    | Qazax       |
| 7  | Estadi Tofig Ismayilov              | 15,000    | Neftchi ISM                         | Bakú        |
| 8  | Estadi Shamkir City                 | 11,500    | FK Shamkir                          | Şəmkir      |
| 9  | Estadi Heydar Aliyev                | 8,500     | FK MKT Araz                         | İmişli      |
| 10 | Estadi Shafa                        | 8,150     | Inter Bakú, Bakili Bakú             | Bakú        |
| 11 | Estadi Anatoliy Banishevskiy        | 7,500     | Ningú                               | Masallı     |
| 12 | Estadi Tovuz City                   | 6,800     | PFC Turan                           | Tovuz       |
| 13 | Estadi Dalga Arena                  | 6,500     | Ravan Bakú                          | Bakú        |
| 14 | Estadi Ismat Gayibov                | 5,000     | Neftchi Bakú PFC                    | Bakú        |
| 15 | Estadi Yashar Mammadzade            | 5,000     | Energetik FC                        | Mingachevir |
| 16 | Estadi Yevlakh City                 | 5,000     | FK Karvan                           | Yevlakh     |
| 17 | Estadi Shovkat Ordukhanov           | 4,000     | FK Shahdag                          | Qusar       |
| 18 | Estadi Zaqatala City                | 3,500     | Simurq PFC                          | Zaqatala    |
| 19 | Estadi AZAL                         | 3,000     | AZAL PFC Bakú                       | Bakú        |
| 20 | Estadi MOIK                         | 3,000     | MOIK Bakú                           | Bakú        |
| 21 | Estadi Agsu City                    | 3,000     | Ningú                               | Ağsu        |
| 22 | Estadi Zabrat                       | 3,000     | Ningú                               | Bakú        |
| 23 | Estadi Gabala City                  | 2,000     | FK Qəbələ                           | Qəbələ      |
| 24 | Guzanli Olympic Complex             | 2,000     | FK Karabakh Agdam                   | Agdam       |
| 25 | Estadi Inshaatchy                   | 2,000     | Həkəri FK                           | Sumqayit    |
| 26 | Estadi Nariman Narimanov            | 2,000     | FK Neftchala                        | Neftçala    |
| 27 | Estadi Salyan Olympic Sport Complex | 2,000     | FK Mughan                           | Salyan      |

## Futurs estadis
| Estadi                           | Capacitat | Equip  | Obertura |
| -------------------------------- | --------- | ------ | -------- |
| Estadi Sumgayit City             | 15,000    | Vacant | 2012     |
| Estadi Eighth Kilometer District | 15,000    | Vacant | 2012     |
| Estadi Bayil                     | 5,000     | Vacant | 2012     |